# پولیانووو (استان خاسکوو)
پولیانووو (به بلغاری: Polyanovo) یک منطقهٔ مسکونی در بلغارستان است که در استان خاسکوو واقع شده‌است.